# Kommunale Wärmeplanung
Als kommunale Wärmeplanung (englisch municipal heat planning) wird die Erarbeitung von Entwicklungsplänen als Teil des kommunalen Energiemanagements bezeichnet, welche dazu dienen, eine Wärmeinfrastruktur für „Quartiere“ – also für Gebiete, die üblicherweise kleiner als Stadtviertel sind – oder für andere zusammengehörende Flächen wie etwa für kommunale Gebiete, teils oder im Ganzen, zu konzipieren.
Der Fokus liegt auf der Ausrichtung der Wärmeversorgung auf die Nutzung erneuerbarer Energien oder Abwärme, um den Treibhausgasausstoß im Zuge des Energieverbrauchs für Raumwärmeanwendungen und Warmwasserbereitung sowie für industrielle Wärmeanwendungen zu minimieren und somit dem Klimawandel auf regionaler und lokaler Ebene entgegenzuwirken.
In Österreich wird die kommunale Energieplanung als Energieraumplanung und in der Schweiz als Räumliche Energieplanung bezeichnet.

## Nähere begriffliche Eingrenzungen
Wird die kommunale Wärmeplanung ihrem Zeitverlauf nach betrachtet, so stellt sie, abstrakt gesprochen, nichts anderes als die spezifische Form einer Transformationsplanung im Wärmebereich dar. Mit der kommunalen Wärmeplanung verfügen Kommunen über ein wirksames Instrumentarium, um in den von diesen verwalteten Gebieten die Energiewende im Bereich der Wärmeversorgung und somit dort letztlich den Klimaschutz voranzubringen. Praktisch geht es um einen etappenweisen Umbau der Wärmeversorgung auf lokaler Ebene hin zur Klimaneutralität.
Dass die koordinierende Rolle der Kommunen bei Stadt- und Quartiersplanungen gestärkt werden sollte, da nur so die übergeordneten Ziele zur Wärmewende in Angriff genommen und kontrolliert werden können, ist auf Seiten der Wissenschaft bereits seit längerem erkannt. Kommunen brauchen deswegen Planung, und dies vor allem dadurch, dass die Möglichkeiten der lokalen Wärmewende beleuchtet und Strategien und Maßnahmen gemeinsam mit den Akteuren vor Ort entwickelt werden. Eine solche Planung geht weit über Versorgungskonzepte von Einzelgebäuden hinaus; sie integriert vielmehr Fälle von Gebäuden und Liegenschaften in Wärmeinfrastruktur-Entwicklungsplänen und -Bauplänen für Quartiere oder für Kommunen in Teilen oder im Ganzen. Die kommunale Wärmeplanung ist ein komplexer Planungsprozess, der neben der aktuellen und der zukünftigen Wärmeversorgungsinfrastruktur auch den Gebäudebestand und raumplanerische Aspekte sowie eine breite Akteursbeteiligung berücksichtigen muss. Angesichts des Ziels eines klimaneutralen Gebäudebestands bis 2045 in Deutschland muss der Energiebedarf mittels Effizienzmaßnahmen erheblich reduziert und der verbleibende Wärmebedarf aus erneuerbaren Energien über hocheffiziente Versorgungssysteme gedeckt werden. Dabei müssen vor dem Hintergrund unterschiedlicher Siedlungsdichten und Sanierungsstände energetische Gebäudestandards, Potenziale erneuerbarer Energien, zentrale und dezentrale Erzeugungsanlagen sowie Versorgungsnetze in Einklang gebracht werden.
Die Vorteile einer strategischen Wärmeplanung kommen für eine Kommune, wie folgt, zur Geltung: Investitionen und Aufträge für lokal ansässige Unternehmen stärken die Wirtschaft vor Ort; Arbeitsplätze entstehen vor Ort; die Schadstoffemissionen sinken. Die Energiekosten machen einen beträchtlichen Teil der kommunalen Ausgaben aus. Falls Heizöl und Erdgas bei der Wärmeversorgung vor Ort verbraucht werden, fließen beträchtliche Geldflüsse aus der Kommune nach außen ab. Kommunale Entscheider können über die Gestaltung der Wärmeversorgung Energiekosten senken und dafür sorgen, dass das Geld in die lokale Wirtschaft zurückfließt. Dafür bedarf es eines intelligenten und integrierten Ansatzes bei der Wärmeversorgung. Kostspielige kleinteilige Lösungen können durch effiziente Wärmenetze ersetzt werden, wo dies technisch machbar ist und sich wirtschaftlich lohnt. Beispiele aus der Praxis belegen, dass Wärmenetze mit erneuerbaren Energien wirtschaftlich erfolgreich betrieben werden können. Diese Form der Daseinsvorsorge erfordert kollektive Entscheidungen. Die Kommune ist eine geeignete Instanz, um solche Entscheidungen in einem Dialog mit Akteuren und Betroffenen anzubahnen und umzusetzen. Kommunale Wärmepläne helfen dabei, Vorbehalte zu entkräften und unterschiedliche Interessen auszubalancieren.

## Implementierung von Gesetzen, deren Rezeption und Implikationen, bereits bestehende Rechtslage
Am 13./14. Juni 2023 haben sich die Parteien der Ampel-Regierung unter Bundeskanzler Olaf Scholz bezüglich des vom Bundesbauministerium vorgelegten Gesetzesentwurfs zur kommunalen Wärmeplanung sowie zur Novellierung der aus dem Energieressort stammenden, heizungsspezifischen Abschnitte im Gebäudeenergiegesetz (GEG) in einem Kompromiss geeinigt: Danach soll eine verpflichtende kommunale Wärmeplanung in den Kommunen der Bundesrepublik Deutschland bis spätestens 30. Juni 2028 eingeführt werden. Unter den Kommunen sollen große Städte – Städte mit mehr als 100.000 Einwohnern – ihre kommunale Wärmeplanung allerdings bereits vorher, nämlich bis spätestens 30. Juni 2026, vorlegen müssen. Gemeinden mit bis zu 10.000 Einwohnern, die bis spätestens 30. Juni 2028 ihre Wärmeplanung zu erarbeiten haben, wird ein vereinfachtes Wärmeplanungsverfahren ermöglicht. Die Gebäudeenergiegesetz-Novellierung und die Wärmeplanungsgesetz-Initiierung sind, wie geplant, zum 1. Januar 2024 rechtswirksam geworden. Gebäudeenergiegesetz und Wärmeplanungsgesetz, die beiden in enger Verzahnung stehenden Gesetze, sind im Spätfrühling/Sommer/Herbst 2023 im deutschen Bundestag beraten und beschlossen worden.
Die Gebäudeenergiegesetz-Novellierung ist am 8. September 2023 beschlossen worden: an der Abstimmung nahmen nach hitziger Debatte 679 Bundestagsabgeordnete teil; dafür stimmten 399, dagegen 275 bei 5 Enthaltungen. Am 29. September 2023 hat die Gebäudeenergiegesetz-Novellierung den Bundesrat passiert und konnte somit, wie geplant, zum 1. Januar 2024 rechtswirksam werden. Die erste Lesung des Wärmeplanungsgesetzes ist am 13. Oktober im deutschen Bundestag erfolgt; das Gesetz ist am 17. November 2023 in geänderter Fassung beschlossen worden. Signifikante Sätze zum Thema „Biomasse“ sind aus dem ursprünglichen Gesetzesentwurf gestrichen worden, was mit einer Einbuße an Substanz vom Wärmeplanungsgesetz einhergeht. Entgegen dem Willen von mehreren Umweltverbänden sind im Wärmeplanungsgesetz in Müllverbrennungsanlagen generierte Wärme, die für Wärmenetze genutzt wird, als „erneuerbare Energie“ eingestuft worden. Von Umweltverbänden wird dies kritisch gesehen, da die Emissionen der Müllverbrennung das Klima belasten.
Positiv hat der Städte- und Gemeindebund die von der Ampel beschlossenen Änderungen beim sogenannten „Heizungsgesetz“ (eigentlich: Gebäudeenergiegesetz) aufgenommen. Es sei "ein richtiger Schritt, dass beim Gebäudeenergiegesetz – insbesondere bei Bestandsgebäuden – eine Verpflichtung erst dann entsteht, wenn die kommunale Wärmeplanung vorliegt", sagte Hauptgeschäftsführer Gerd Landsberg den Zeitungen der Funke Mediengruppe. Dies bedeutet für einen beträchtlichen Teil der Kommunen, dass frühestens 2026 oder 2028 Maßnahmen ergriffen werden (Ausnahmen: siehe unten). "Damit wird die notwendige Verzahnung mit der kommunalen Wärmeplanung hergestellt", stellte Landsberg fest. Zugleich forderte er vom Bund "eine nachhaltige Unterstützung", damit auch die Kommunen die Wärmewende bei ihren eigenen 185.000 Gebäuden umsetzen können. Wegen der vielen noch offenen Details sollte das Gesetzgebungsverfahren mit großer Sorgfalt und Realitätssinn betrieben werden, so Landsberg. Auch die Hauptgeschäftsführerin des Bundesverbandes der Energie- und Wasserwirtschaft, Kerstin Andreae, äußerte sich positiv über die Verzahnung des Heizens von Gebäuden mit der kommunalen Wärmeplanung. Ähnlich äußerte sich auch der Verband kommunaler Unternehmen (VKU).
Kritisch werden die Gesetzesprojekte dagegen von Umweltverbänden, wie etwa der deutschen Umwelthilfe, gesehen: während es bei der DUH für richtig befunden wird, die Kommunen zu einer Wärmeplanung zu verpflichten, wird es als kontraproduktiv bewertet, Holzverbrennung fürs Heizen per Gesetz durchgehen zu lassen. Auch das Erlauben von Wasserstoff-kompatiblen Erdgasheizungen in Bestandsbauten wird von der Deutschen Umwelthilfe kritisiert.
Was das „Wärmeplanungsgesetz“ (WPG) des Bundes anbelangt, so sieht dieses vor, dass die rund 11.000 Kommunen in Deutschland künftig eine flächendeckende Wärmeplanung für die Gebäude in ihrem Gebiet erstellen. Das ist das zentrale Ziel. Eine flächendeckende Wärmeplanung ist eine wesentliche Voraussetzung auf dem Weg zu einer klimaneutralen Wärmeversorgung. Sie gibt Planungs- und Investitionssicherheit. „Viele Kommunen haben sich bereits auf den Weg gemacht ... . Andere fangen gerade an. Es ist klar, dass wir einen längeren Atem dafür brauchen, die Umstellung braucht Zeit. Aber wer seine Wärmeversorgung jetzt umstellt, spart in Zukunft Energiekosten. Und das wollen wir gemeinsam mit den Ländern, mit den Kommunen und mit den Verbraucherinnen und Verbrauchern erreichen“, so Sören Bartol, Parlamentarischer Staatssekretär im Bundesbauministerium.
Die Wärmeplanung führt zur Beantwortung wichtiger Fragen: Welche Gebäude können eventuell an ein bereits bestehendes Wärmenetz angeschlossen werden und wo sind neue Netze sinnvoll? Können vor Ort Nahwärme, Fernwärme – mit oder ohne Geothermie – genutzt werden? Stehen in der Region Biogas oder künftig auch grüner Wasserstoff oder Solarthermie zur Verfügung? Auch örtliche industrielle oder sonstige Abwärmequellen (mit Abwärme aus Industrieprozessen, aus Rechenzentren, aus Abwasser oder Gewässern) können im Falle geeigneter Gegebenheiten für eine Nutzung in Frage kommen. Die lokalen örtlichen Wärmequellen sollen von der kommunalen Wärmeplanung erfasst und, soweit technisch sinnvoll nutzbar, zugunsten der Erreichung von Klimaneutralität zur Deckung des örtlichen Wärmebedarfs herangezogen werden. Zielführende Technologien wie saisonale Wärmespeicher, Großwärmepumpen und Power-to-Heat-Anlagen können die Wärmewende auf der kommunalen Ebene unterstützen. Niedertemperatur-Wärmenetze können eine gute Speziallösung für Kleinsiedlungen und kleine Quartiere sein.
Im Wärmeplanungsgesetz, das in der ausführlichen Bezeichnung „Gesetz für die Wärmeplanung und zur Dekarbonisierung der Wärmenetze“ heißt, wird der Einsatz von Biomasse zur Gewinnung von Wärme in über-fünfzig-kilometrigen Wärmenetzen begrenzt: In Wärmenetzen mit einer Länge von über 50 Kilometern darf der Energieträgeranteil an Biomasse zur Wärmegewinnung ab 2045 nicht mehr als 15 Prozent betragen. „... Ein schwerwiegender Fehler ist die Erlaubnis, in Wärmenetzen mit kurzer Leitungslänge unbegrenzt Biomasse einsetzen zu können.“, so Antje von Broock, Geschäftsführerin beim Bund für Umwelt und Naturschutz Deutschland (BUND), über den Biomasse-Energieeinsatz in Wärmenetzen. Zwar wird Biomasse in ihrer Bildung (einhergehend mit CO2-Entzug aus der Atmosphäre) und in ihrer späteren Verbrennung (einhergehend mit CO2-Emission in die Atmosphäre hinein) klimabilanziell eine gewisse Ausgleichung erwarten lassen; ihr Anbau, ihr Gehegtwerden und ihre Ernte erfolgt jedoch häufig in nicht-klimaneutralen Prozessen, was ausgeglichene Klimabilanzen des Biomasse-Energieeinsatzes nicht gerade zu einem Selbstläufer macht. Außerdem führt Biomasseanbau zu einem Bedarf an der knappen und endlichen Ressource „Anbaufläche“. Eine Strategie, um die begrenzt zur Verfügung stehende Biomassemenge in wirklich prioritäre Energiebedarfsbereiche hineinzulenken, fehlt bislang; eine diesbezügliche öffentliche Diskussion steht noch aus.
Damit die Kommunen zügig starten können, beabsichtigte der Bund, die kommunalen Wärmeplanungen der Kommunen mit 500 Mio. Euro aus dem Klima- und Transformationsfonds zu bezuschussen. Nachdem das Bundesverfassungsgericht am 15. November 2023 bewilligte Kreditermächtigungen in Höhe von 60 Mrd. Euro für nicht verfassungsgemäß und nichtig erklärt hatte, sperrte das Finanzministerium zwar vorläufig den Wirtschaftsplan des KTF, nahm jedoch Maßnahmen für Erneuerbare Energien und mehr Energie-Effizienz bei der Wärmewende in Gebäuden davon aus.
Bundesländer wie Baden-Württemberg, Hessen, Niedersachsen und Schleswig-Holstein haben bereits entsprechende Gesetze zur regionalen Wärmeplanung verabschiedet.  So müssen Regionen und Kommunen in Hessen spätestens ab dem 29. November 2023 ihre Wärmeplanungen in Angriff nehmen, in Baden-Württemberg bis spätestens 31. Dezember 2023, in Schleswig-Holstein bis 31. Dezember 2024 und in Niedersachsen bis 31. Dezember 2026 ihre Wärmeplanungen vollenden und ihre Wärmepläne vorlegen. Der baden-württembergische Ministerpräsident Winfried Kretschmann warnte deswegen vor einer möglichen Benachteiligung dieser vier Länder.
Bereits existierende Wärmepläne auf der Grundlage landesrechtlicher Regelungen haben Bestandsschutz. Das Gleiche gilt für Wärmepläne, die einige Städte auch ohne landesrechtliche Grundlage auf den Weg gebracht haben, sofern die jeweilige Planung mit den Anforderungen des mittlerweile verabschiedeten Wärmeplanungsgesetzes vergleichbar ist. Allerdings müssen die besagten Städte bei der Fortschreibung bestehender Wärmepläne die Vorgaben des neuen Gesetzes berücksichtigen.
Eines der Hauptanliegen des „Wärmeplanungsgesetzes“ besteht unter anderem darin, zu ermöglichen, dass die zuständigen Verantwortungsträger in den Regionen (letztlich Bundesländer) und Kommunen unter Beachtung des Klimaneutralitätsziels die für die besagten Regionen und Kommunen besten erschließbaren Optionen einer künftigen Wärmeversorgung herausfinden.

## Praktische Hilfestellungen für Kommunen
Das Umweltbundesamt in Dessau stellt digitale georeferenzierte Landkarten zur Verfügung, welche die Wärme- und Kältebedarfsgebiete, die Nachfrage nach Wärme und Kälte im Verhältnis zur Siedlungsdichte (Wärmedichte), sowie die Nutzenergiebedarfe für Wärme und Kälte für Deutschland auf Kreisebene darstellen. Mit deren Hilfe können Kommunen und Energieversorger Gebiete identifizieren, die für eine Fernwärmeversorgung potentiell geeignet sein könnten.
Das „Kompetenzzentrum Kommunale Wärmewende“ in Halle an der Saale dient als bundesweite Anlaufstelle für Kommunen zur Umsetzung der Wärmewende. Aufgabenschwerpunkt des Kompetenzzentrums Kommunale Wärmewende ist es, die kommunale Wärmeplanung in Deutschland voranzutreiben, indem Kommunen mit Fachakteuren vernetzt und mit Knowhow nach aktuellem Stand der Technik unterstützt werden. Das Kompetenzzentrum ist im Auftrag des Bundesministeriums für Wirtschaft und Klimaschutz (BMWK) von der Deutschen Energie-Agentur (dena) im Mitteldeutschen Braunkohlerevier aufgebaut worden und wird aus Strukturwandelmitteln finanziert. Es hat seine Arbeit im April 2022 aufgenommen. Dessen Beratung richtet sich nicht an Immobilienbesitzer, sondern an Kommunen und Energieversorger.

## Methodisches zur Erarbeitung eines kommunalen Wärmeplans
Während die „‚Wärmeplanung‘ eine rechtlich unverbindliche, strategische Fachplanung darstellt, die die Möglichkeiten für den Ausbau und die Weiterentwicklung leitungsgebundener Energieinfrastrukturen für die Wärmeversorgung, die Nutzung von Wärme aus erneuerbaren Energien, unvermeidbarer Abwärme oder einer Kombination daraus sowie zur Einsparung von Wärme aufzeigt und die mittel- und langfristige Gestaltung der Wärmeversorgung für ein beplantes Gebiet einer Kommune beschreibt und keine Außenwirkung besitzt, ist der ‚Wärmeplan‘ das zur Veröffentlichung bestimmte Ergebnis der Wärmeplanung ...“, wobei letzterer eine höhere Verbindlichkeit im Zuge seiner Außenwirkung besitzen muss, da der Wärmeplan beschlossen und veröffentlicht wird und da Energieversorger / Stadtwerke, Bürger und zuständige Baubehörden der Region ebenso wie Immobiliengesellschaften sich an dem Wärmeplan orientieren können müssen.
Die mit der Wärmeplanung betraute zuständige Stelle einer Kommune hat das Recht, die vor Ort in die Energieversorgung involvierten Energieinfrastruktur-Netzbetreiber dazu aufzufordern, deren Planungen ihr gegenüber offenzulegen, sodass deren Planungen, falls sie für die kommunale Wärmeplanung zielführend sind, in die Wärmeplanung mit einfließen können und somit im zu erstellenden Wärmeplan ihren Niederschlag finden.
Zur Erarbeitung eines kommunalen Wärmeplans sind folgende methodische Schritte seitens einer Kommune durchzuführen:
(1) Durchführung einer Bestandsanalyse:

Erhebung des aktuellen kommunalen Wärmebedarfs und -verbrauchs und der daraus resultierenden Treibhausgas-Emissionen, einschließlich Informationen zu den vorhandenen Gebäudetypen und den Baualtersklassen, der Versorgungsstruktur aus Gas- und Wärmenetzen, Heizzentralen und Speichern sowie die Ermittlung der Beheizungsstruktur der Wohn- und Nichtwohngebäude.
(2) Durchführung einer Potenzialanalyse:

Ermittlung der Potenziale zur Energieeinsparung für Raumwärme, Warmwasser und Prozesswärme in den Sektoren Haushalte, des Weiteren Gewerbe – Handel – Dienstleistungen sowie Industrie und in öffentlichen Liegenschaften. Außerdem Erhebung der lokal verfügbaren Potenziale erneuerbarer Energien sowie der Abwärmepotenziale.
(3) Formulierung einer Wärmewendestrategie, bestehend aus zwei Teilen:

(a) Formulierung eines Zielszenarios:

Erstellung eines Szenarios zur Deckung des zukünftigen Wärmebedarfs mit erneuerbaren Energien, um eine klimaneutrale Wärmeversorgung zu erreichen. Dazu gehört eine Beschreibung der dafür benötigten künftigen Versorgungsstruktur im Jahr 2040 – mit einem Zwischenziel für 2030. Im Wärmeplanungsgesetz wurde unter anderem das Ziel verankert, Wärmenetze bis 2030 mit einem Mindestanteil von 30 Prozent, bis 2040 mit einem Mindestanteil von 80 Prozent an erneuerbaren Energien sowie an unvermeidbarer Abwärme zu speisen. Das Zwischenziel und das Beinahe-Endziel für die Jahre 2030 bzw. 2040 werden die jeweils benannten Zielvorgaben des Gesetzes zu berücksichtigen haben. Es gilt, eine Zonierung des Kommunengebiets in „Eignungsgebiete für Wärmenetze“ sowie in „Eignungsgebiete für Wärme-Einzelversorgung von Gebäuden und Liegenschaften“ (sogenannte „Gebiete für dezentrale Wärmeversorgung“) zu entwickeln. Außerdem können sogenannte „Wasserstoffnetzgebiete“ ausgewiesen werden: das sind Teilgebiete einer Kommune, in denen jeweils Wasserstoffnetze bestehen oder geplant sind. Gebiete, deren Zweck noch zu unbestimmt sind, können im Zusammenhang mit der Zonierung als sogenannte „Prüfgebiete“ ausgewiesen werden.
(b) Formulierung einer Umsetzungsstrategie:

Formulierung eines Transformationspfads zur Umsetzung des kommunalen Wärmeplans, mit ausgearbeiteten Maßnahmen, Umsetzungsprioritäten und dem Zeitplan für die Dauer des Umbaus der Wärmeversorgung und einer Beschreibung möglicher Maßnahmen, um Energie einzusparen. Der Prozess der kommunalen Wärmeplanung hat die Aufgabe, die Potenziale und den Bedarf systematisch zusammenzuführen. Auf diese Weise lassen sich Einsatzmöglichkeiten der Energiequellen im künftigen Energiesystem definieren und lokal umsetzen. Der Aufbau der zukünftigen Energieversorgungsstruktur ergibt sich daraus folgerichtig.
Am Ende des Transformationsprozesses, der bis zum 31. Dezember 2044 läuft, steht eine zu 100 Prozent klimaneutrale Wärmeversorgung einer jeden deutschen Kommune, die bekanntermaßen die Endzielgröße des gesamten Umbauprozesses repräsentiert.

## Verfahrenskritik
Bedingt durch die holperige Gesetzesgenese zum Gebäudeenergiegesetz und die Fristvorgaben für Gemeinden mit mehr als 100.000 Einwohnern  bis Ende Juni 2026 bzw. für Gemeinden unter 100.000 Einwohnern bis Ende Juni 2028 eine Wärmeplanung zu erstellen, schieben Gebäudeeigentümer die Entscheidung über den Einbau einer Wärmepumpe auf die Zeit danach auf. Die von der Bundesregierung formulierten Ziele über den Einbau von Wärmepumpen werden absehbar verfehlt. Im  Jahr 2023 wurden mehr als 300.000 Wärmepumpen bundesweit eingebaut. Im Jahr 2024 dürften es nach Prognose des Zentralverbandes Sanitär Heizung Klima (ZVSHK) nicht einmal 200.000 Stück werden. Die von der Bundesregierung für 2024 angestrebten 500.000 Geräte werden nach Verbandsangaben als „illusorisch, auch im nächsten Jahr“, angesehen.

### Lehrfilme
- Raphael Gruseck et al.: Grundkurs Wärmeplanung. Von der Bestandsaufnahme zur kommunalen Wärmewendestrategie. Heinrich-Böll-Stiftung, Berlin 2022. Online verfügbar (YouTube, mehrteilig)